# Germanes de la Caritat de Santa Anna
Les Germanes de la Caritat de Santa Anna (en castellà Hermanas de la Caridad de Santa Ana) són un institut religiós femení de dret pontifici, concretament una congregació religiosa. Les germanes que en formen part posposen al seu nom les sigles H.C.S.A.

## Història
La congregació va tenir origen en un grup de voluntàries que treballava a l'Hospital de la Santa Creu de Barcelona, i que havia estat organitzat i guiat per Maria Ràfols (1781-1853) i el prevere Joan Bonal (1769-1829): el 28 de desembre de 1804 (dia que es va prendre com el de la fundació formal) aquesta confraria va deixar Barcelona s'establí a l'Hospital de Nuestra Señora de Gracia de Saragossa.
La comunitat va destacar per la seva tasca d'assistència als ferits durant el setge de Saragossa de 1808; de les vint-i-una germanes que hi havia, al final de la guerra en quedaven amb vida, però, només nou. La comunitat entra en crisi i està a punt de desaparèixer. El 15 de juliol del 1824 es va constituir com a congregació religiosa i va prendre constitucions: el 16 de juliol de 1825 les primeres quatre religioses van professar els seus vots perpetus: la mare Ràfols, Tecla Canti i Raimunda Torrelles, que eren tres de les que vingueren de Barcelona, i Teresa Rivera, que havia ingressat en 1806. Ràfols va ser elegida superiora, però en 1834 és empresonada i desterrada a Osca, a la comunitat que, des de 1807, s'ocupa de la Casa de Misericordia i l'Hospital de la Esperanza.
Quan torna a Saragossa en 1841, la congregació es va consolidant: obre un oratori propi, s'elegeix Magdalena Hecho com a nova superiora, hi ha nous ingressos de germanes, etc. La tasca de les germanes durant l'epidèmia de còlera de 1855, actuant a 18 pobles diferents de Saragossa, fa que el governador de la província s'ocupi d'aconseguir l'orde reial que permeti l'expansió de la congregació, que és concedida en 1857.
L'institut va adoptar el nom de Germanes de la Caritat de Santa Anna en 1865, en honor dels sants Anna i Joaquim, pares de la Mare de Déu. En 1868, la comunitat d'Osca s'incorpora a la congregació. Va rebre el decretum laudis pontifici el 13 d'abril de 1889 i l'aprovació definitiva de la Santa Seu el 14 de gener de 1898. Les constitucions van ser aprovades l'11 de març de 1904).
L'ideal missioner de la congregació apareix a les constitucions de 1883 i es fa realitat quan un grup de germanes s'estableix al llatzaret de Maracaibo, a Veneçuela, en 1890. En 1951, amb la fundació a Nadiad (Índia), comença la tasca d'apostolat missioner (fins llavors havia estat només d'assistència a malalts): Ghana (1972), Costa d'Ivori (1972), Austràlia (1985), etc. en seran altres etapes, com també les missions en territoris en conflicte i camps de refugiats: Ngozi (Burundi) i Goma (Ruanda) en 1994-1995, Kosovo en 1999, etc.

## Activitat i difusió
Les germanes de Santa Anna es dediquen a l'assistència a malalts, l'educació i el treball social, i treballen especialment a països en vies de desenvolupament.
Treballen en alguns objectius com la promoció de la dona mitjançant la formació (a Papua-Nova Guinea, amb un centre de promoció de la dona aborigen o el Centro de Promoción Femenina Ratz’um K’iche de Boloncó (Guatemala), amb nens en situacions problemàtiques; amb el foment de condicions sanitàries i l'agricultura, o atenent necessitats com les de prostitutes o marginades.
Estan presents a Europa (Itàlia, Regne Unit, Rússia, Espanya), Amèrica (Argentina, Bolívia, Brasil, Xile, Colòmbia, Costa Rica, Cuba, Equador, Guatemala, Hondures, Mèxic, Nicaragua, Panamà, Perú, Veneçuela) Àfrica (República Democràtica del Congo, Costa d'Ivori, Gabon, Ghana, Guinea Equatorial, Ruanda), Àsia (Xina, Filipines, Índia, Nepal) i Oceania (Austràlia, Papua-Nova Guinea):. La seu general de la congregació és a Saragossa.
Al final de 2005, comptava amb 2.445 religioses en 302 cases.